# Shibanath
Shibanath (nep. शिवनाथ) – gaun wikas samiti w zachodniej części Nepalu w strefie Mahakali w dystrykcie Baitadi. Według nepalskiego spisu powszechnego z 2011 roku liczył on 900 gospodarstw domowych i 5471 mieszkańców (2928 kobiet i 2543 mężczyzn).